# Eunostos (Heros)
Eunostos (altgriechisch Εὔνοστος Eúnostos) ist ein Heros der griechischen Mythologie aus Tanagra.
Sein Mythos ist lediglich bei dem im ersten und zweiten nachchristlichen Jahrhundert lebenden Schriftsteller Plutarch erhalten. Dieser beruft sich jedoch auf die im fünften Jahrhundert v. Chr. lebende Lyrikerin Myrtis, weshalb von einem alten boiotischen Lokalmythos ausgegangen wird. 
Eunostos ist der Sohn des Elieus und der Skias und wird von der Nymphe Eunosta aufgezogen, von der er seinen Namen erhält. Er ist schön aber auch sittsam, weshalb er die ihm entgegengebrachte Liebe der Ochna verschmäht. Die gekränkte Ochna bezichtigt Eunostos schließlich gegenüber ihren Brüdern Ochemos, Leon und Bukolos, ihr Gewalt angetan zu haben. Die Brüder Ochnas erschlagen ihn daraufhin, weshalb sein Vater Elieus sie gefangen nehmen lässt. Nachdem Ochna die Wahrheit gestanden und sich aus Reue von einem Felsen gestürzt hat, kommen sie wieder frei.
Eunostos hatte in Tanagra ein Heroon und einen heiligen Hain, den Frauen nicht betreten durften. Wenn Ereignisse wie Erdbeben oder Dürren eintraten, wurde zuerst untersucht, ob eine Übertretung des Verbots die Ursache dafür sei.